# پیر رولان
پیر رولان (فرانسوی: Pierre Rolland‎؛ زادهٔ ۱۰ اکتبر ۱۹۸۶) دوچرخه‌سوار اهل فرانسه است.
از باشگاه‌هایی که در آن رکاب زده‌است می‌توان به کنندیل–دراپاک، تیم دوچرخه‌سواری کردیت اگریکول و تیم دوچرخه‌سواری دیرکت انرژی اشاره کرد.